# Pasztunistan

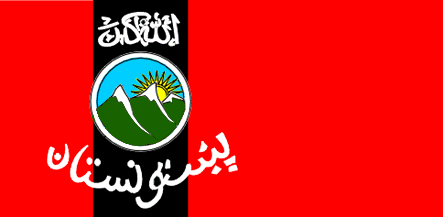
Nieoficjalna flaga Pasztunistanu

Pasztunistan (paszto پشتونستان) – region zamieszkany przez Pasztunów, podzielony pomiędzy Afganistan i Pakistan. Także nazwa państwa, którego utworzenie postulują pasztuńscy nacjonaliści.
Utworzone w 1747 roku państwo Afganistan objęło terytoria zamieszkane przez Pasztunów. W 1893 emir Abdur Rahman Chan, dążąc do normalizacji stosunków z Brytyjczykami, podpisał traktat, na mocy którego została ustalona nowa granica pomiędzy Afganistanem a Indiami Brytyjskimi (tzw. Linia Duranda). Nowa granica przecięła Pasztunistan w połowie.
Podczas I wojny światowej część kręgów w Afganistanie próbowało zbudować antybrytyjską koalicję z Imperium Osmańskim i Persją w celu odzyskania utraconych terytoriów pasztuńskich. Ostatecznie jednak emir Habibullah Chan nie poparł tego projektu i ogłosił neutralność Afganistanu.
W 1947 w brytyjskiej części Pasztunistanu odbyło się referendum w sprawie przynależności państwowej. Zdecydowaną przewagą głosu mieszkańcy terytorium opowiedzieli się za włączeniem do nowo powstałego Pakistanu. Afganistan sprzeciwił się w ONZ takiemu kształtowi państwa pakistańskiego. W lipcu 1949 afgański parlament ogłosił przynależność całego Pasztunistanu do Afganistanu. Afgańskie lotnictwo zbombardowało wioskę leżącą po pakistańskiej stronie granicy, co zostało następnie uznane przez rząd afgański za "nieporozumienie".
Na przełomie 1950 i 1951 doszło do wybuchu wojny granicznej pomiędzy oboma krajami. W połowie 1951 zawarto zawieszenie broni, rząd afgański nadal wspierał jednak pasztuńskich separatystów w Pakistanie.
W 1955 ZSRR poparł afgańskie roszczenia.
W 1977 rząd Zulfikara Bhutto przeprowadził skuteczną akcję wojskową przeciwko pasztuńskim separatystom.
Radziecka interwencja w Afganistanie, a następnie wojna domowa odwróciły uwagę tego kraju od problemu pasztuńskiego.
Podczas inwazji na Afganistan w 2001 obawiano się, iż afgańscy Pasztuni mogą ogłosić secesję i doprowadzić do rozpadu państwa.
Obecnie w Afganistanie żyje ok. 15 mln Pasztunów, a w Pakistanie ok. 25 mln.